# خزنده‌پرنده‌دزدیان
خزنده‌پرنده‌دزدیان(نام علمی: Saurornitholestinae) نام یک زیرخانواده از شاخه طنابداران است.